# Pudupalayam
Pudupalayam è una suddivisione dell'India, classificata come town panchayat, di 10.110 abitanti, situata nel distretto di Tiruvannamalai, nello stato federato del Tamil Nadu. In base al numero di abitanti la città rientra nella classe IV (da 10.000 a 19.999 persone).

## Geografia fisica
La città è situata a 12° 21' 50 N e 78° 52' 53 E.

## Società

### Evoluzione demografica
Al censimento del 2001 la popolazione di Pudupalayam assommava a 10.110 persone, delle quali 4.977 maschi e 5.133 femmine. I bambini di età inferiore o uguale ai sei anni assommavano a 1.093, dei quali 547 maschi e 546 femmine. Infine, coloro che erano in grado di saper almeno leggere e scrivere erano 6.317, dei quali 3.615 maschi e 2.702 femmine.